# چارلز استن
چارلز استن (انگلیسی: Charles Esten؛ زادهٔ ۹ سپتامبر ۱۹۶۵) هنرپیشه، کمدین، خوانندگی اهل ایالات متحده آمریکا است. وی از سال ۱۹۸۹ میلادی تاکنون مشغول فعالیت بوده‌است.
از فیلم‌ها یا برنامه‌های تلویزیونی که وی در آن نقش داشته‌است می‌توان به رأی‌دهندگان مردد، سیزده روز، نشویل، جسی، و پستچی اشاره کرد.